# 빌라디브리아노
빌라디브리아노(이탈리아어: Villa di Briano)는 이탈리아 캄파니아주 카세르타도에 있는 코무네이다.
나폴리로부터 북서쪽으로 20km 카세르타로부터 남서쪽 15km에 위치한다.